# Spodnje Loke
Spodnje Loke is een plaats in Slovenië en maakt deel uit van de gemeente Lukovica in de NUTS-3-regio Osrednjeslovenska. De plaats telde 153 inwoners op 1 januari 2020.